# Mylossoma duriventre
Mylossoma duriventre, popularmente conhecida como pacupeba ou pacu-peba, é uma espécie de peixe.